# Ludwig von Gemmingen-Hornberg (1694–1771)

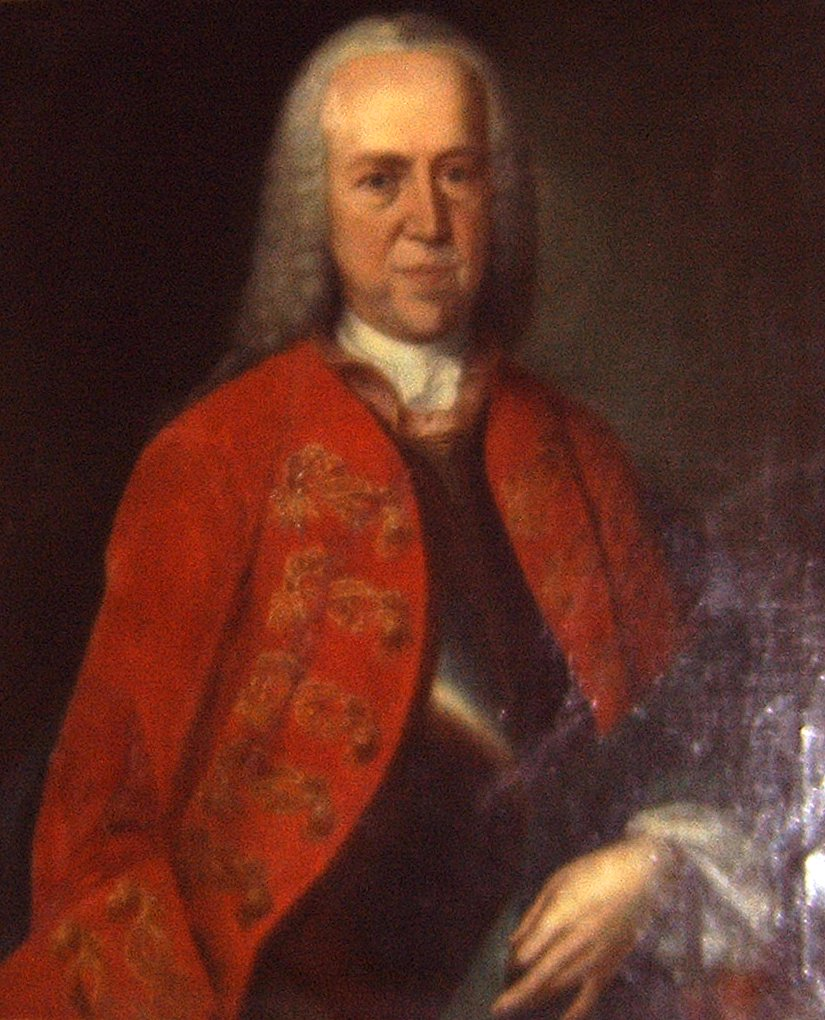
Reichsfreiherr Ludwig von Gemmingen zu Hornberg

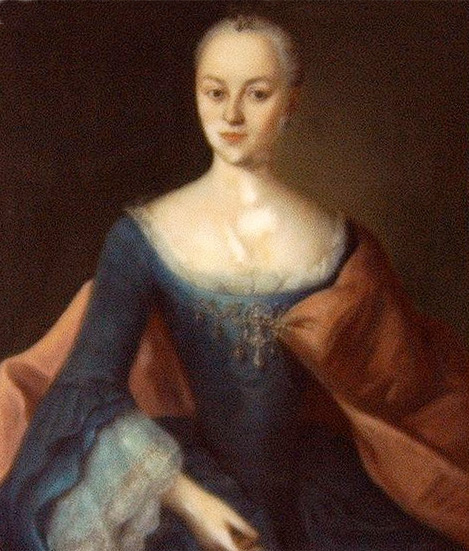
Seine zweite Gattin Albertine Regine von Gemmingen-Gemmingen (1740–1799)

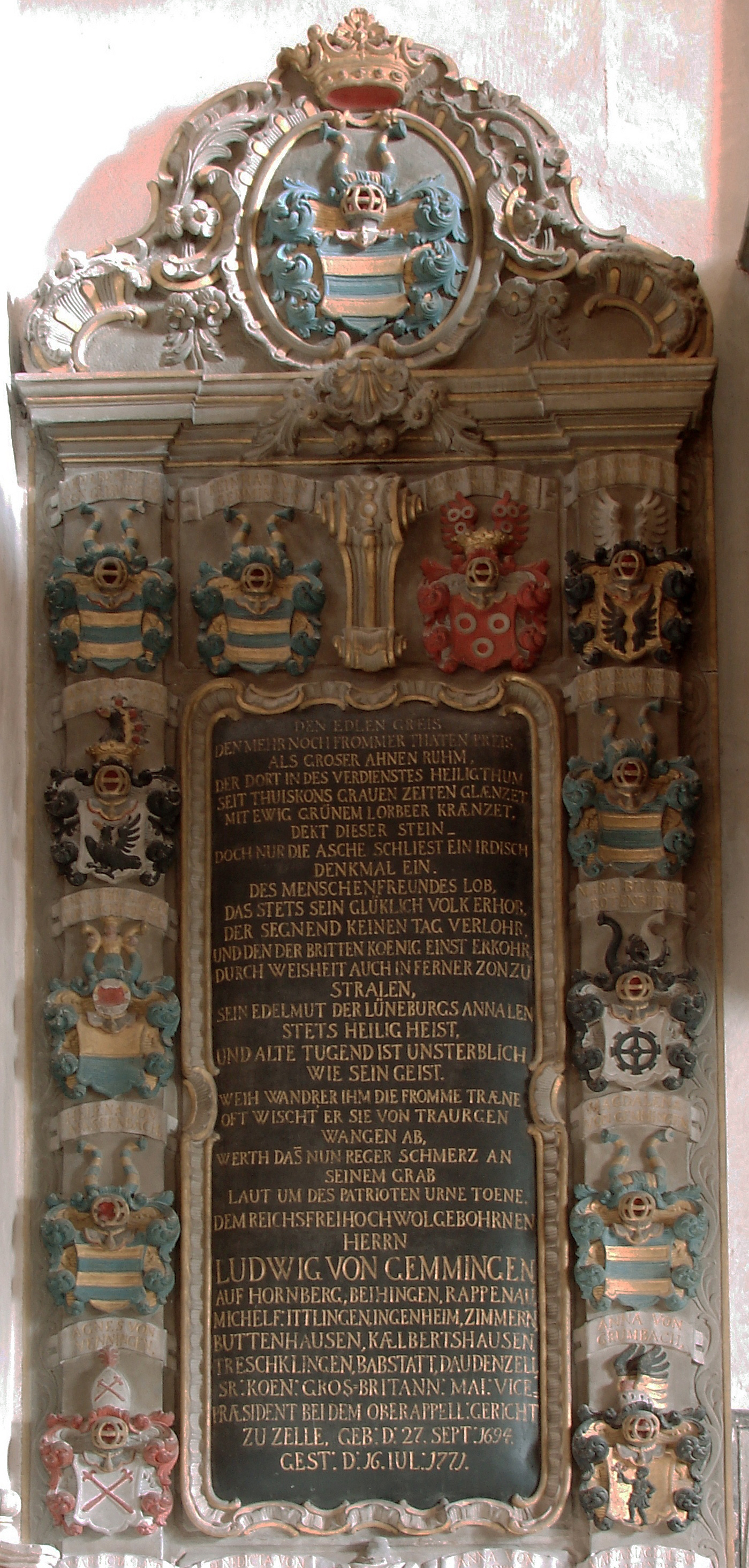
Epitaph in der Amanduskirche in Beihingen

Ludwig Reichsfreiherr von Gemmingen zu Hornberg (* 27. September 1694 in Neckarzimmern; † 16. Juli 1771) gehörte zu dem Geschlecht der Herren von Gemmingen, war Oberappellationsrat und außerordentlicher Minister.

## Leben
Ludwig von Gemmingen wurde 1694 auf der Burg Hornberg in Neckarzimmern als Sohn des Reinhard von Gemmingen (1645–1707) geboren und im Pädagogium in Halle erzogen. Später studierte er zunächst an der dortigen Universität und danach in Gießen. Nach Auslandsaufenthalten in den Niederlanden, Frankreich, England und Italien trat er als Regierungsrat in Halberstadt in preußische Dienste. Danach wechselte er nach Wolfenbüttel und dann in das zum Kurfürstentum Braunschweig-Lüneburg und damit zu Großbritannien gehörende Celle als Oberappellationsrat, wo er 1740 Vizepräsident wurde. 1743 begleitete er als außerordentlicher Minister den englischen König Georg II. auf dem Feldzug am Rhein und war als außerordentlicher Gesandter an mehreren Höfen. 1764 legte er seine Stelle nieder und kümmerte sich um seine Familiengeschäfte.
Als Ortsherr von Beihingen (heute ein Stadtteil von Freiberg am Neckar) stiftete er 50 bis 100 Gulden zum Erwerb einer neuen Glocke für die Amanduskirche im Jahr 1763. Außerdem ließ er keine Gelegenheit aus, gegenüber den württembergischen Nachbarn gerade in kirchlichen Belangen seine Reichsfreiheit zu demonstrieren. Er verweigerte die Kirchenvisite durch einen Dekan und ließ die württembergische Eheordnung in Beihingen nicht verlesen. Die Amanduskirche wurde dadurch und durch das Wirken des durch von Gemmingen und den anderen Ortsherrn Albrecht Heinrich Schertlin 1740 eingesetzten Pfarrers Bilfinger zu einer beliebten Hochzeitskirche für auswärtige Paare. Die Amanduskirche wurde zu seiner Zeit auch noch umfassend umgebaut.
Nach seiner Erblindung starb er am 16. Juli 1771 und wurde in der Amanduskirche in Beihingen beigesetzt. Dort fanden auch sein 1767 im Alter von 10 Jahren gestorbener Sohn Eberhard sowie 1799 ein Töchterchen seines Sohnes Ernst ihre letzte Ruhe.

## Familie
Am 18. September 1740 heiratete er Rosina Dorothea von Steinsberg, Witwe von Wrisberg. Sie starb 1749 im Kindbett. Die Ehe blieb kinderlos. Am 23. Juli 1755 heiratete er 60-jährig die erst 14 Jahre alte Albertine Regine von Gemmingen zu Gemmingen (1740–1799), Tochter des Friedrich Jakob von Gemmingen (1712–1750), die noch drei Kinder gebar.
Nachkommen:
- Amalie (1756–1782) ⚭ C. von Kniestädt
- Eberhard (1757–1767)
- Ernst (1759–1813) ⚭ Henriette Charlotte von Holle (1773–1814)